# Aulacoctena
Aulacoctena is een geslacht van ribkwallen uit de klasse van de Tentaculata.

## Soort
- Aulacoctena acuminata Mortensen, 1932